# Qax (Rayon)
Qax ist ein Rayon (Bezirk) im Norden von Aserbaidschan. Die Hauptstadt des Bezirks ist die Stadt Qax.

## Geografie
Qax hat eine Fläche von 1494 km². Der Bezirk liegt am Südhang des Großen Kaukasus und grenzt im Norden an Dagestan, im Südwesten an Georgien. Im Süden ist das Klima warm und subtropisch, im Norden in den Bergen kalt.

## Geschichte
Die Region war lange Zeit zwischen georgischen und aserbaidschanischen Staaten umstritten. 1562 gründete der Safawide Tahmasp I. das Sultanat Ilisu, das sein Zentrum in diesem Gebiet hatte. Dieses regierte im 18. Jahrhundert eine Zeit lang auch über das Khanat Scheki. 1803 wurde die Region von Russland annektiert. Nach dem Zusammenbruch des Russischen Reichs 1918 gehörte die Region erst Aserbaidschan und 1919 kurzzeitig Georgien an. 1920 wurde das Gebiet Teil der Aserbaidschanischen SSR. 1930 wurde der Rayon Qax gegründet.

## Bevölkerung
Im Rayon leben 57.500 Einwohner (Stand: 2021). 2009 betrug die Einwohnerzahl etwa 53.100 in 60 Siedlungen.

## Wirtschaft
Die Wirtschaft ist landwirtschaftlich geprägt. Es werden insbesondere Nüsse, Getreide und Tabak angebaut.

## Kultur und Sehenswürdigkeiten
Im Bezirk liegen unter anderem das Heiligtum von Kurmuk, das Grab von Hadji-Murat und die Reste der Festung Gasankhan. Des Weiteren gibt es mehrere alte Türme und Karawansereien. Das Dorf Ilisu war einmal Hauptstadt eines Sultanats, noch heute bestehen Reste der Burg und eine Moschee. Im Dorf Qum findet sich eine Festung und eine Basilika aus der Zeit des Staates Albania. Beim Dorf Ləkit (Lekit) befinden sich die Reste einer seltenen frühmittelalterlichen Rundkirche mit einem inneren Tetrakonchos. Die zu einer größeren ummauerten Anlage gehörende Kirche der kaukasischen Albanier stellt einen kleineren Nachfolgebau der Kathedralen von Swartnoz und Bana dar.

## Verkehr
Die Hauptstadt Qax ist an das Bus- und Bahnnetz Aserbaidschans angebunden.